# Dolisie
Dolisie (også kendt som Loubomo (eller Lubomo) mellem 1975 og 1991,er en by og en kommune i Republikken Congo. Den er hovedstaden i Niari i den sydvestlige del af Republikken Congo, landets tredjestørste by og et vigtigt kommercielt centrum. Byen ligger på den østlige udkant af regnskoven og har en befolkning på 178.172 (folketælling i 2023). 
Dolisie er opdelt i 2 bydele (arrondissementer): Foundou-Foundou og Youlou-Poungui.

## Historie
Byen blev grundlagt som en station på Congo-Ocean jernbanen, og den blev opkaldt efter Pierre Savorgnan de Brazzas løjtnant Albert Dolisie.
Den blev en blomstrende by takket være jernbanens rigdom og havde 20.000 indbyggere i 1972. Byens navn blev ændret til Loubomo i 1975, og den blev den tredjestørste by i Congo-Brazzaville. borgerkrigen i slutningen af 1990'erne forårsagede en vandring af landbefolkning mod byerne, og Loubomos befolkning er steget betydeligt siden da.